# Beto (emissário)
Beto (em latim: Bettus) foi um oficial franco do século VI, ativo durante o reinado de Teodorico II (r. 595–613). Em 598, foi enviado com Bossão ao imperador Maurício (r. 582–602) durante a campanha dele contra os ávaros para oferecer-lhe ajuda militar. Talvez possa ser associado ao oficial Betão.